# Samischer Hoplit (Berlin SK 1752)
Als Samischer Hoplit werden Teile einer antiken griechischen Statue in der Antikensammlung Berlin (Inventarnummer Berlin Sk 1752) bezeichnet. Sie stammt aus der zweiten Hälfte des 6. Jahrhunderts v. Chr.

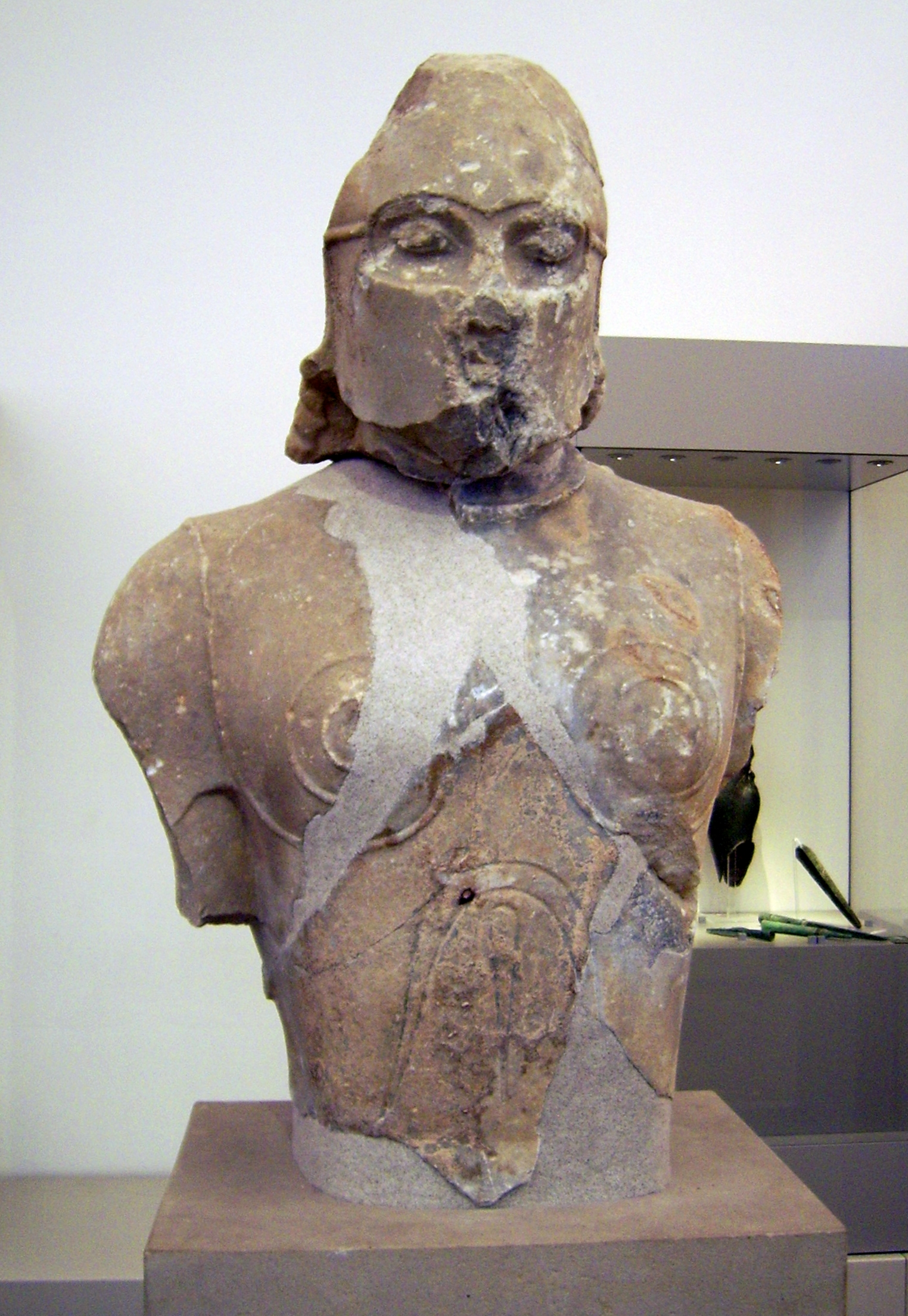
Die Statuenfragmente in der aktuellen Aufstellung im Alten Museum

Fragmente der Statue wurden zu Beginn des 20. Jahrhunderts von einer deutschen archäologischen Expedition unter Theodor Wiegand auf der Insel Samos bei Ausgrabungen im Heraion (das Hera-Heiligtum) entdeckt. Durch damalige Fundteilungsabkommen kamen die Stücke nach Berlin. Hier wurden die gefundenen Teile des Rumpfes und der zum Teil beschädigte Kopf zusammengesetzt. Bei späteren Grabungen wurden noch Fragmente der linken Gesäßhälfte und des linken Beines gefunden. Diese Stücke befinden sich heute auf Samos. Der Marmor der Statue hat eine ungleichmäßige Färbung. Die linke Seite hat eine dunkelgraublaue, die rechte Seite eine hellgraublaue Tönung. Derartiger Marmor kam nur auf Samos und in Lakonien vor. 
Auffällig am dargestellten Krieger ist sein ionischer Helm, der jedoch vom gängigen Helmtypus etwas abweicht. Der Helm ist geschlossen, Augen, Nase und Mund sind jedoch sichtbar und verleihen dem Krieger etwas Bedrohliches. Auch der Panzer mit seinen spiralförmigen Verzierungen ist eher ungewöhnlich und vor allem von bronzenen Kriegerstatuetten und Vasenbildern aus Lakonien bekannt. Die feine Herausarbeitung der Verzierungen an Panzer und Beinschienen erinnert jedoch eher an samische Arbeiten. Für eine lakonische Arbeit spricht der lange, bis auf das Gesäß fallende Zopf.
Bis heute ist unklar, ob es sich bei dem Krieger um eine lakonische oder samische Arbeit handelt. Sicher scheint eine Beeinflussung, immerhin waren Samos und das lakonische Sparta enge Verbündete. Ein reger Kulturaustausch ist vor allem für die erste Hälfte des 6. Jahrhunderts v. Chr. belegt. Die meisten Forscher sprechen sich jedoch für die Annahme aus, es handele sich bei der Statue um eine samische Arbeit, kritischer sah es Conrad M. Stibbe, später relativiert er seine Aussagen jedoch.
Bis heute ist der Grund für die Aufstellung der Statue im Heraion unklar. Typisch war so etwas eher für Spartaner als für Samier, da diese den Göttern meist friedlichere Kunstwerke stifteten. Ebenso fällt auf, dass die Statue nicht das sonst übliche weißgraue, fast cremefarbene Äußere samischer Statuen besitzt. Doch wurde dieser Marmor auf Samos auch für den Bau von Tempeln verwendet und war demnach nicht ungewöhnlich. Interessant ist auch, dass diese von lakonischen Künstlern ganz offensichtlich beeinflusste Arbeit nur kurz vor dem Bruch zwischen Sparta und dem samischen Tyrannen Polykrates um das Jahr 525 v. Chr. aufgestellt wurde. Möglich ist, dass der steinerne Hoplit eine Warnung an die Samier war, nicht mit den Spartanern zu brechen, da sonst echte Krieger geschickt würden, was auch kurz nach dem Bruch geschah. Doch unterlagen die Spartaner vor den Mauern der Stadt Samos.
Stibbe kommt zu dem Schluss, dass die Statue von einem lakonischen Bildhauer auf Samos und im Auftrag eines Samiers geschaffen wurde. Schon früher ist Archäologen der nichtsamische Charakter der Statue aufgefallen, doch die Annahme, es handele sich um eine Arbeit eines Lakoniers, wird bis heute von fast allen Forschern abgelehnt. In den 1990er Jahren erfolgte eine Restaurierung der Statue.